# Centena di Edmonton
La Centena di Edmonton fu una millenaria ripartizione territoriale della contea inglese del Middlesex, oggi in gran parte inglobata nella capitale britannica.

## Storia
La centena era una ripartizione del territorio operata dal conte, ai fini della riscossione fiscale e militare. La centena di Edmonton si formò ancor prima della definitiva instaurazione del Regno d'Inghilterra nel 1066, e occupava un’area a nord della capitale. La sua superficie era di 31.000 acri, circa 128 chilometri quadrati, ed era a sua volta ripartita in numerose parrocchie della diocesi di Londra, che in tempi più moderni risultarono essere:
- Edmonton
- Enfield
- Tottenham
- South Mimms
- Monken Hadley.

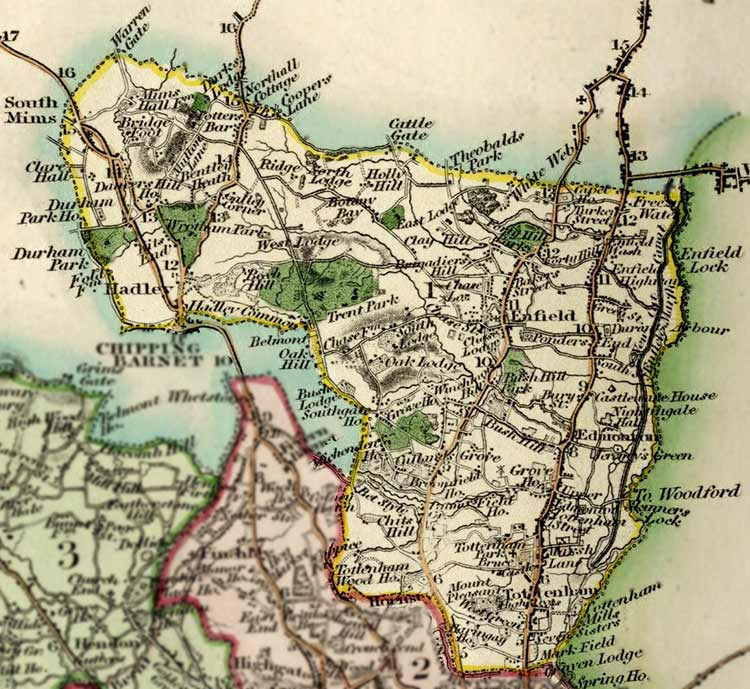
Mappa del 1820

La rivoluzione industriale e la conseguente espansione urbana della capitale travolsero questo istituto medievale. Nel corso dell’Ottocento la popolazione passò da quindicimila a centomila abitanti. Nel 1889 Monken Hadley fu annessa dalla confinante Barnet. Negli anni successivi vennero attivate le singole amministrazioni comunali, con anche nuovi municipi quali Southgate da Edmonton e Wood Green da Tottenham, e la centena come arcaismo scomparve. Nel 1965 l’espansione amministrativa di Londra annesse gran parte del territorio: Tottenham divenne la sede del borgo londinese di Haringey mentre Enfield annesse Edmonton diventando il borgo londinese di Enfield. Solo South Mimms era rimasta campagnola, e fu quindi trasferita nell’Hertfordshire.